# Infração penal
Infração penal é toda conduta previamente tipificada pela legislação como ilícita, imbuída de culpabilidade, isto é, praticada pelo agente com dolo ou, ao menos, culpa quando a Lei assim prever tal possibilidade. O Estado tem o poder/dever de proibir e impor uma sanção a quem a praticar. 
No Direito penal brasileiro, as infrações penais são subdivididas em crimes e contravenções, sendo consideradas crimes as infrações às quais a Lei preveja sanção com pena de reclusão ou de detenção, não importando se cominada com pena de multa, seja de forma alternativa, seja cumulativa. Já  são classificadas como contravenção, ou "crime-anão", as infrações cuja pena cominada previamente em lei, seja pena de prisão simples ou multa, não importando se tais penas forem previstas como de aplicação isolada, alternativa ou cumulativa. A definição de infração penal no Direito Brasileiro está prevista na Lei de Introdução ao Código Penal, em seu artigo 1º.
Art 1º  Considera-se crime a infração penal que a lei comina pena de reclusão ou de detenção, quer isoladamente, quer alternativa ou cumulativamente com a pena de multa; contravenção, a infração penal a que a lei comina, isoladamente, pena de prisão simples ou de multa, ou ambas, alternativa ou cumulativamente.